# 貼箱
貼箱（はりばこ）は、板紙製の紙器（紙箱）や木箱の表面にデザインされた紙を貼って美麗に加工した化粧箱である。
高級な贈答品の容器として用いられ、宝石・装身具、時計、文房具、香水、酒類、菓子類、麺類（乾麺）等々、品物の種類によって様々なデザインが見られる。もともとは手工芸で一つ一つ製作されていたが、紙器として機械生産されるものもある。

## 手工芸の貼箱
中芯と呼ばれる坪量500〜700g/m2の生地ボールで箱を作り、四隅を止め、テープや貼り紙で固定する。その箱の大きさに合わせた「貼り紙」として、和紙や印刷した洋紙を膠（にかわ）や貼箱専用のゼリー膠などの接着剤で貼り付け、くるみ込んで箱に仕上げる。

### 日本における貼箱
日本において、板紙のような厚紙がなかった頃には、杉板などで箱を作り、内張や外張に千代紙などの和紙を貼って作られていた。明治時代以降、黄ボール、チップボールなどが作られるようになるとボール紙に和紙や洋紙を貼って作る貼箱が主流になったが、白ボールの出現で直接紙に印刷する製造法が一般的となった。

### 西洋におけるカルトナージュ
西洋にはカルトナージュと呼ばれるフランス伝統の厚紙工芸がある。カルトナージュは厚紙を意味するカルトン（Carton）に由来し、表面や内側に柄紙やマーブル紙などの洋紙等を貼って装飾を施す。

## 機械加工の貼箱
貼箱は黄ボールやチップボールを芯にして箱を作るため、ファクトリーオートメーション化が難しく、手作業が一般的であったことから、価格的には高価であった。しかし、機械技術の進歩に伴って量産が可能になった。

### 構造
芯紙にはチップボールなどの紙器用板紙が用いられる。箱の内側を白く清潔感を表現するため、裏白チップボールを使用することが多い。

### 特徴
- サック貼り・四隅貼りや組箱よりも強度が強い。
- 内容物によって箱の強度を変えられる。
- 貼り紙の素材によって美粧性を作り出せる（シルク・スエード生地などを貼って高級感を醸し出せる）。
- 四角にこだわらない多面体が可能。

### 貼箱の種類
- C式 ：一般的な形状で、身と蓋からなる。
- 印籠式 ：身と蓋の大きさが同じで、身の中に蓋を支えるフレームがある。
- 一体式 ：身と蓋が一体となったタイプで、化粧品のコンパクトのような形状の物。